# Diocesi di Taddua
La diocesi di Taddua (in latino Dioecesis Tadduensis) è una sede soppressa e sede titolare della Chiesa cattolica.

## Storia
Taddua, nell'odierna Tunisia, è un'antica sede episcopale della provincia romana dell'Africa Proconsolare, suffraganea dell'arcidiocesi di Cartagine.
Dal 1989 Taddua è annoverata fra le sedi vescovili titolari della Chiesa cattolica; dal 14 agosto 2004 il vescovo titolare è Jan Zajac, già vescovo ausiliare di Cracovia.

## Cronotassi dei vescovi
- Cipriano † (menzionato nel 646)

## Cronotassi dei vescovi titolari
- Friedhelm Hofmann (25 luglio 1992 - 25 giugno 2004 nominato vescovo di Würzburg)
- Jan Zajac, dal 14 agosto 2004